# Pertensivo
A marcação pertensiva é para as línguas de marcação de núcleo o que a marcação possessiva é para as línguas de marcação dependente. Por exemplo, o inglês, uma língua de marcação de dependentes, tem a person's rodent, onde a cabeça é rodent e a marcação possessiva está na palavra person's. Entretanto, o shilluk contem um afixo pertensivo na cabeça (por exemplo, dúup = "roedor", dû́uup = "roedor pertencente a"). Outras línguas com marcação pertensiva são nungon, húngaro, mansi e khanty. Algumas línguas, como martuthunira, empregam marcações possessivas e pertensivas.
O termo foi criado por Dixon em 2011.